# Ernest Wild
Ernest Wild (Skelton, 10 augustus 1879 - Kalkara, 10 maart 1918) was een Brits ontdekkingsreiziger.

## Biografie
Wild was de jongere broer van Frank Wild, die deelnam aan 5 antarctische expedities. Ernest Wild nam in 1914 deel aan de Ross Sea Party, die de Endurance-expeditie van Ernest Shackleton ondersteunde. Tijdens de zware toch naar de Beardmoregletsjer en op de terugweg richting Hut Point overleden drie van de vijf expeditieleden. Ernest Joyce en Ernest Wild trokken de slede vooruit waarop de verzwakte expeditieleden lagen. Arnold Spencer-Smith overleed op de terugweg, voordat Hut Point kon bereikt worden. Hij werd begraven in het ijs.
Aeneas Mackintosh en Victor Hayward overleden op weg naar het basiskamp nabij Kaap Evans. Wild en Joyce zochten nog naar hun lichamen, maar het tweetal werd nooit teruggevonden. Bij Kaap Evans vervoegden Joyce en Wild de rest van de expeditie, die door de SY Aurora werd opgepikt. 
Vanaf 1917, tijdens de Eerste Wereldoorlog, werkte Wild op schepen van de Royal Navy in de Middellandse Zee. In 1918 kreeg hij last van buiktyfus. Hij werd opgenomen in het Royal Navy Hospital in Kalkara op Malta, waar hij op 10 maart 1918 overleed. 